# Alexandra Kolier
Alexandra Kolier (4 marzo 1981) è un'ex sciatrice alpina tedesca.

## Biografia
Originaria di Oberau e attiva dal dicembre del 1996, in Coppa Europa la Kolier esordì il 5 gennaio 1999 a Megève in discesa libera (69ª) e ottenne il miglior piazzamento il 29 novembre 2002 a Ål in slalom gigante (27ª); in Coppa del Mondo disputò tre gare (la prima il 13 dicembre 2002 a Val-d'Isère in supergigante, l'ultima il 4 gennaio 2003 a Bormio in slalom gigante), senza mai classificarsi. Prese per l'ultima volta il via in Coppa Europa il 20 gennaio 2003 a Tarvisio in discesa libera, senza completare la prova, e si ritirò durante la stagione 2003-2004; la sua ultima gara fu uno slalom gigante FIS disputato il 22 gennaio a San Valentino alla Muta/Watles. Non prese parte a rassegne olimpiche o iridate.

## Palmarès

### Coppa Europa
- Miglior piazzamento in classifica generale: 177ª nel 2002

### Campionati tedeschi
- 1 medaglia:
  - 1 argento (supergigante nel 2000)